# Kalle Kerman
Kalle Kerman (* 10. Februar 1979 in Kuopio) ist ein ehemaliger finnischer Eishockeyspieler, der über viele Jahre bei KalPa Kuopio, SaiPa Lappeenranta und Jokerit Helsinki in der SM-liiga unter Vertrag stand. Zudem spielte er in Schweden bei Mora IK und Luleå HF.

## Karriere
Kalle Kerman begann seine Karriere als Eishockeyspieler 1999 bei KalPa Kuopio. Nach zwei Jahren in der drittklassigen Suomi-sarja stieg der Stürmer mit seiner Mannschaft 2001 als Drittliga-Meister in die Mestis, die zweithöchste finnische Spielklasse, auf. In der Saison 2001/02 erzielte Kerman in 43 Zweitliga-Hauptrundenspielen 33 Scorerpunkte, darunter 17 Tore, sowie fünf Scorerpunkte, darunter drei Tore, in neun Playoff-Partien. Anschließend wurde Kerman von SaiPa Lappeenranta unter Vertrag genommen, für die er die folgenden drei Spielzeiten in der SM-liiga spielte. In der Saison 2005/06 war der Finne erstmals im europäischen Ausland tätig, als er für Mora IK in der schwedischen Elitserien auf dem Eis stand. Nachdem er in den Jahren 2006 bis 2008 für deren Ligarivalen Luleå HF gespielt hatte, kehrte Kerman im Laufe der Saison 2007/08 in seine finnische Heimat zurück, wo er bei Jokerit Helsinki einen Vertrag über eineinhalb Jahre erhielt. Im April 2009 unterschrieb Kerman für zwei Jahre bei seinem Ex-Klub KalPa Kuopio, der in der Zwischenzeit in die SM-liiga aufgestiegen war. 2014 beendete er seine Karriere.

### International
Für Finnland nahm Kerman an der A-Weltmeisterschaft 2009 in der Schweiz teil.

## Erfolge und Auszeichnungen
- 2001 Meister der Suomi-sarja mit Kalpa Kuopio
- 2002 Mestis Second All-Star-Team